# Portrait de Pianerlotto
Le Portrait de Pianerlotto ou Portrait d'un homme est une peinture à l'huile sur panneau de bois de 58 × 46 cm, datant entre 1528 et 1530, réalisée par Parmigianino, et conservée depuis 1693 à la Galerie Borghèse de Rome.

## Histoire
En 1963, l'œuvre est répertoriée dans la collection de la Galerie Borghèse à Rome sous le numéro 198 et l'indication « tableau d'environ trois paumes , portrait de Pianerlotto [...] par Parmigianino ». On ne sait pas qui était ce personnage, que David Freedberg (1950) croyait être un prêtre à en juger par ses vêtements (qui pourraient cependant aussi être ceux d'un gentilhomme). Il se peut également qu'une erreur ait été commise dans la transcription du nom du portrait.
La datation et l'attribution ont fluctué : Carlo Arturo Quintavalle (1948) désignait Annibale Carracci, tandis que Federico Zeri croyait qu'il s'agissait de Niccolò dell'Abate ; Copertini (1932) confirme que le nom du Parmigianino pouvait être avancé, en se référant aux années 1524-1527, jusqu'à la période bolognaise, repris par Freedberg et même un peu plus tard par Rossi (1980). Cette dernière indication a été confirmée par Mario Di Giampaolo (1991), qui en a comparé la vivacité à celle de saint Zaccaria dans la Madone de San Zaccaria des Offices.

## Description
Le personnage est représenté de face, le regard tourné vers le spectateur, tandis que le torse est légèrement tourné vers la gauche. Le fond sombre est éclairé au centre par le faisceau de lumière qui illumine le visage, la barbe et les cheveux bruns courts, où ressortent particulièrement les yeux.